# Liste der Orte in der Gemeinde Ermera

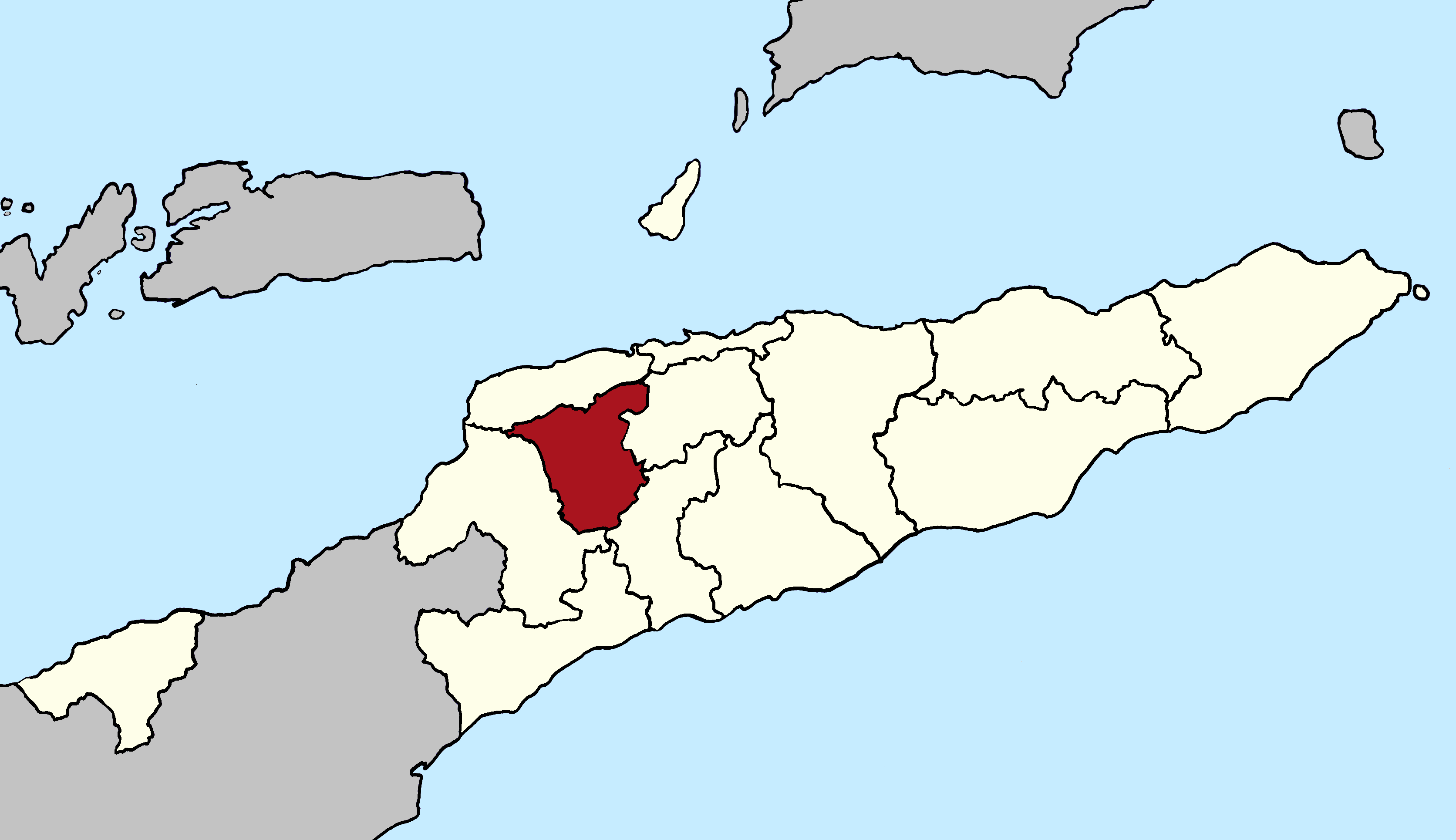
Die Gemeinde Ermera in Osttimor

Die Liste der Orte in der Gemeinde Ermera gibt an, welche Ortschaften in jedem Suco der osttimoresischen Gemeinde Ermera liegen und welche geographische Koordinaten und Meereshöhe sie haben.

## Landkarten

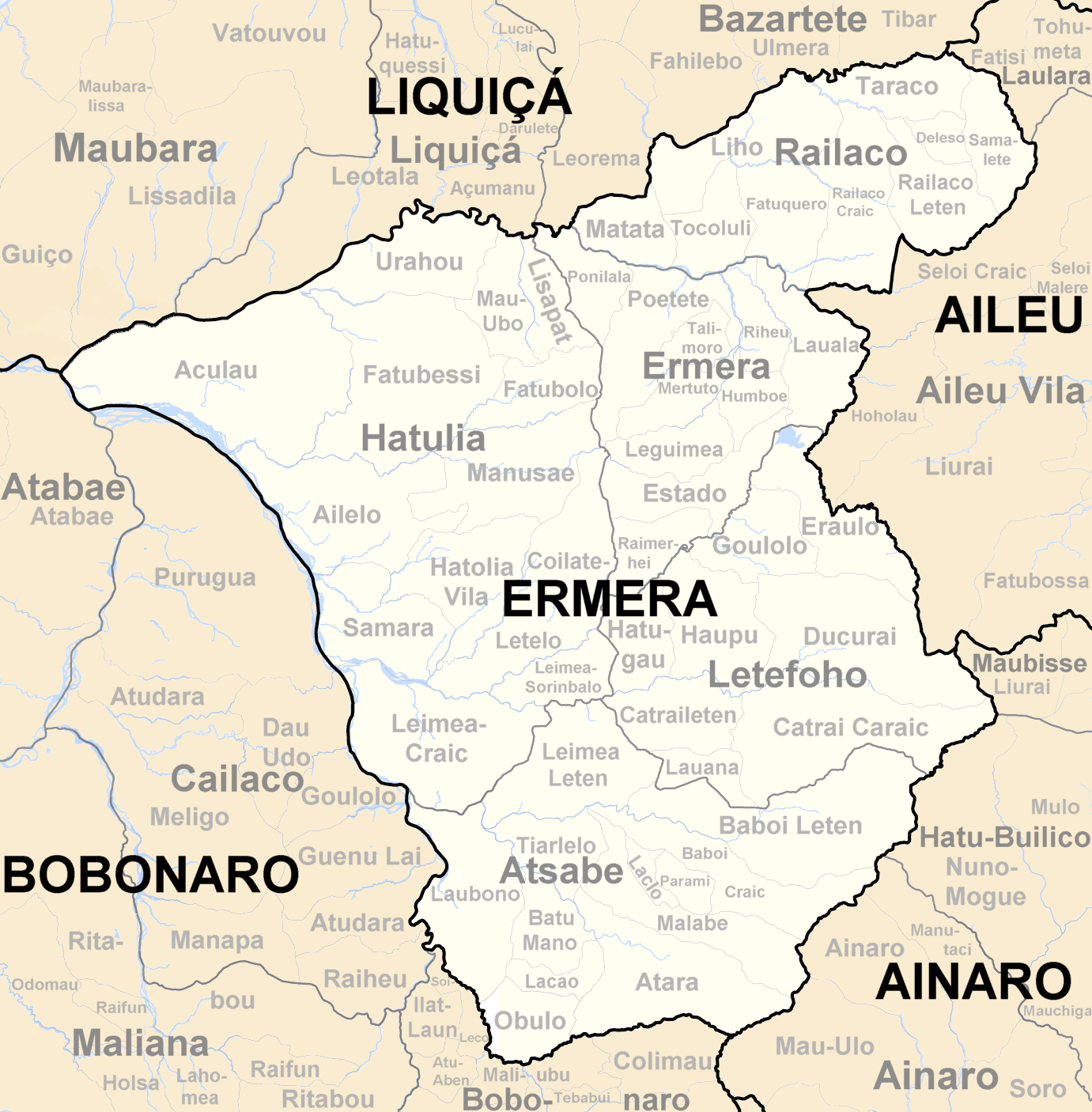
Die Gemeinde Ermera

## Liste

### Verwaltungsamt Atsabe
| \| Atsabe \| |
| Atsabe       |

| Atsabe |

### Verwaltungsamt Ermera
| \| Gleno \| |
| Gleno       |

| Gleno |

### Das VerwaltungsamtHatulia
| \| Hatolia Vila \| |
| Hatolia Vila       |

| Hatolia Vila |

### Das VerwaltungsamtHatulia B
| \| Fatubessi \| |
| Fatubessi       |

| Fatubessi |

### Verwaltungsamt Letefoho
| \| Letefoho \| |
| Letefoho       |

| Letefoho |

### Verwaltungsamt Railaco
| \| Railaco \| |
| Railaco       |

| Railaco |

## Belege
Die Schreibweise der Ortsnamen folgt, sofern vorhanden, den Angaben zu den administrativen Einteilungen in:
- Jornal da República: Diploma Ministerial n.° 16/2017, mit Korrekturen vom 9. Mai 2017

Die Liste der Ortschaften wird mit folgenden Karten erstellt:
- Timor-Leste GIS-Portal (Memento vom 30. Juni 2007 im Internet Archive)
- UNMIT Karten der Distrikte 2008

Bei unterschiedlicher Schreibweise der Ortsnamen, wird den Angaben des GIS-Portals gefolgt. Die anderen Schreibweisen für einzelne Orte finden sich in den Artikel zu den einzelnen Sucos des Landes.
Die Meereshöhen und Koordinaten wurden entnommen von:
- Global Gazetteer Version 2.2: Directory of Cities, Towns, and Regions in East Timor

Bei Global Gazetteer aufgeführte Orte, die nicht durch eine Karte bestätigt sind, werden nicht mit in die Liste aufgenommen.
Koordinaten, die nicht bei Global Gazetteer aufgeführt sind, werden mit Hilfe von Google Maps ermittelt.